# Endurance Ojokolo
Endurance Ojokolo (Londen, 29 september 1975) is een atleet uit Nigeria.
In 2004 nam Ojokolo voor Nigeria deel aan de Olympische Zomerspelen van Athene op de onderdelen 100 meter sprint en 4x100 meter estafette.
In 2006 nam Ojokolo deel aan de Gemenebestspelen.
- World Athletics: 14292479